# Agua Blanca (Jutiapa)
Agua Blanca (por sus manantiales de agua blanquecina) es un municipio del departamento de Jutiapa, en la República de Guatemala. Territorialmente es el tercer municipio más grande de dicho departamento.

## Toponimia
El nombre se origina debido a que en la mayoría de sus manantiales el agua que brota es blanquecina y especialmente se le llamó así, por el Viejo Ojo de Agua (fuente de agua) existente en la cabecera departamental.

## División política
El municipio está organizado territorialmente en ochenta y dos centros poblados que incluyen la cabecera municipal, catorce aldeas y sesenta y ocho caseríos; la población total al 2018 era de 16,823 habitantes, de los cuales el 76% habitaban la zona rural y el 24%en el área rural. Para ese año el municipio tenía una extensión territorial de 340 km², lo que le daba una densidad poblacional de 50 hab/km².
| Nombre                         | N.º de viviendas | N.º de habitantes | Distancia a cabecera (km) | Nombre                    | N.º de viviendas | N.º de habitantes | Distancia a cabecera (km) | Nombre                  | N.º de viviendas | N.º de habitantes | Distancia a cabecera (km) | Nombre                | N.º de viviendas | N.º de habitantes | Distancia a cabecera (km) |
| ------------------------------ | ---------------- | ----------------- | ------------------------- | ------------------------- | ---------------- | ----------------- | ------------------------- | ----------------------- | ---------------- | ----------------- | ------------------------- | --------------------- | ---------------- | ----------------- | ------------------------- |
| Agua Blanca                    | 914              | 3,328             | N/A                       | Aldea Carrizal            | 38               | 345               | 28                        | Caserío Arrlanas        | 8                | 45                | 24                        | Caserío El Jobo       | 60               | 320               | 26                        |
| Caserío Llano Hondo            | 20               | 105               | 27                        | Caserío Los Pozos         | 15               | 93                | 29                        | Caserío Los Encuentros  | 15               | 90                | 29                        | Caserío Santa Anita   | 35               | 251               | 25                        |
| Caserío Santa Bárbara de Cañas | 18               | 150               | 26                        | Caserío El Chile          | 42               | 189               | 3                         | Caserío Calderas        | 13               | 58                | 2.5                       | Caserío San Lorenzo   | 8                | 14                | 3                         |
| Aldea El Platanar              | 22               | 145               | 28                        | Caserío Carbonera         | 2                | 10                | 19                        | Caserío Carrizalillo    | 19               | 104               | 18                        | Caserío Espinalito    | 12               | 79                | 26                        |
| Caserío La Soledad             | 17               | 102               | 29                        | Caserío Las Rodajas       | 10               | 52                | 24                        | Caserío Pueblo Viejo    | 10               | 72                | 25                        | Caserío Santa Cruz    | 23               | 121               | 30                        |
| Caserío Santa Teresa           | 68               | 416               | 25                        | Caserío Tablón            | 16               | 110               | 23                        | Aldea Lagunilla         | 27               | 187               | 21                        | Caserío Cerro Gordo   | 39               | 218               | 17                        |
| Caserío El Dorador             | 30               | 122               | 19                        | Caserío Hacienda Santiago | 12               | 66                | 21                        | Caserío La Cima         | 31               | 168               | 18                        | Caserío Las Lajas     | 4                | 22                | 18                        |
| Caserío Lomitas                | 9                | 70                | 20                        | Caserío Llano Santiago    | 37               | 179               | 25                        | Caserío Majadas         | 15               | 108               | 25                        | Caserío Rincón Grande | 31               | 205               | 25                        |
| Caserío Santa Bárbara          | 30               | 175               | 32                        | Caserío Santa Victoria    | 9                | 47                | 18                        | Caserío Tablón de Mesas | 18               | 79                | 27                        | Caserío Tabloncito    | 14               | 88                | 25                        |
| Aldea Las Cañas                | 75               | 497               | 22                        | Caserío Cañas Abajo       | 33               | 176               | 24                        | Caserío Aguaje          | 8                | 40                | 25                        | Caserío Laguna Seca   | 4                | 21                | 26                        |
| Caserío Las Majaditas          | 50               | 280               | 20                        | Caserío Los Encuentros    | 15               | 140               | 25                        | Caserío Llano Grande    | 65               | 347               | 24                        | Aldea La Tuna         | 103              | 682               | 9                         |
| Caserío Guayabillas            | 40               | 323               | 6                         | Caserío Magueyes          | 3                | 14                | 7                         | Aldea Monte Rico        | 133              | 420               | 4                         | Caserío Chinchintor   | 7                | 12                | 3                         |
| Caserío La Laguna              | 9                | 44                | 9                         | Caserío La Parada         | 56               | 350               | 7.5                       | Caserío Platillo        | 12               | 57                | 7                         | Caserío San Cayetano  | 21               | 113               | 8                         |
| Aldea Obrajuelo                | 165              | 821               | 9                         | Caserío El Carrizo        | 31               | 271               | 12                        | Aldea Papalhuapa        | 106              | 675               | 10                        | Caserío El Tobón      | 61               | 337               | 10                        |
| Estación Papalhuapa            | 8                | 98                | 11                        | Aldea Piñuelas            | 133              | 472               | 22                        | Caserío El Morral       | 17               | 99                | 23                        | Aldea Quequexque      | 68               | 374               | 9                         |
| Caserío Chinchilla             | 9                | 45                | 10                        | Caserío Llano Quequexque  | 2                | 8                 | 9                         | Aldea Santa Gertrudis   | 84               | 582               | 22                        | Caserío La Torera     | 18               | 92                | 23                        |
| Caserío Monte Riquito          | 3                | 24                | 25                        | Caserío Ojos de Agua      | 12               | 66                | 25                        | Aldea Talquelzal        | 22               | 156               | 43                        | Caserío El Salitre    | 5                | 28                | 36                        |
| Finca Agua Caliente            | 11               | 71                | 35                        | Finca Las Palmas          | 10               | 59                | 38                        | Finca Laurelón          | 6                | 35                | 33                        | Finca Rancho de Cuero | 17               | 100               | 32                        |
| Finca Tecusiate                | 39               | 86                | 34                        | Aldea Tempisque           | 49               | 325               | 5                         | Caserío El Chagüite     | 22               | 139               | 10                        | Caserío El Pinal      | 7                | 113               | 2.5                       |
| Caserío Panalvía               | 58               | 296               | 4                         | Caserío San Patricio      | 21               | 94                | 14                        | Caserío Tres Ceibas     | 9                | 59                | 4                         |                       |                  |                   |                           |

## Geografía física
Según el Instituto Geográfico Nacional -IGN-, el municipio cuenta con una extensión de 340 km².

### Ubicación geográfica
Agua Blanca se encuentra ubicads a 162 km de la Ciudad de Guatemala y a 42 km de la cabecera departamental del departamento de Jutiapa. Sus colindancias son:
- Norte: Ipala y Concepción Las Minas, municipios del departamento de Chiquimula
- Oeste: Asunción Mita y Santa Catarina Mita, municipios del departamento de Jutiapa y San Manuel Chaparrón, municipio del departamento de Jalapa
- Sur: Asunción Mita municipio del departamento de Jutiapa, y República de El Salvador
- Este: Concepción Las Minas, municipio del departamento de Chiquimula[6] y República de El Salvador

| | Norte: Ipala y Concepción Las Minas municipios del departamento de Chiquimula        |                                                                                                |
| Oeste: Asunción Mita Santa Catarina Mita municipios del departamento de Jutiapa, y San Manuel Chaparrón municipio del departamento de Jalapa |                                                                                      | Este: Concepción Las Minas municipio del departamento de Chiquimula y República de El Salvador |
| | Sur: Asunción Mita municipio del departamento de Jutiapa, y República de El Salvador |                                                                                                |

## Gobierno municipal
Los municipios se encuentran regulados en diversas leyes de la República, que establecen su forma de organización, lo relativo a la conformación de sus órganos administrativos y los tributos destinados para los mismos. Aunque se trata de entidades autónomas, se encuentran sujetos a la legislación nacional y las principales leyes que los rigen desde 1985 son:
| N.º | Ley                                                | Descripción |
| --- | -------------------------------------------------- | --- |
| 1   | Constitución Política de la República de Guatemala | Tiene una regulación legal específica para los municipios en los artículos 253 al 262. |
| 2   | Ley Electoral y de Partidos Políticos              | Ley de carácter constitucional aplicable a los municipios en el tema de la conformación de sus autoridades electas. |
| 3   | Código Municipal                                   | Decreto 12-2002 del Congreso de la República de Guatemala. Tiene la categoría de ley ordinaria y contiene preceptos generales aplicables a todos los municipios, e inclusive contiene legislación referente a la creación de los municipios.             |
| 4   | Ley de Servicio Municipal                          | Decreto 1-87 del Congreso de la República de Guatemala. Regula las relaciones entra la municipalidad y los servidores públicos en materia laboral. Tiene su base constitucional en el artículo 262 de la constitución que ordena la emisión de la misma. |
| 5   | Ley General de Descentralización                   | Decreto 14-2002 del Congreso de la República de Guatemala. Regula el deber constitucional del Estado, y por ende del municipio, de promover y aplicar la descentralización y desconcentración económica y administrativa.                                |

El gobierno de los municipios está a cargo de un Concejo Municipal mientras que el código municipal —ley ordinaria que contiene disposiciones que se aplican a todos los municipios— establece que «el concejo municipal es el órgano colegiado superior de deliberación y de decisión de los asuntos municipales […] y tiene su sede en la circunscripción de la cabecera municipal»; el artículo 33 del mencionado código establece que «[le] corresponde con exclusividad al concejo municipal el ejercicio del gobierno del municipio».
El concejo municipal se integra con el alcalde, los síndicos y concejales, electos directamente por sufragio universal y secreto para un período de cuatro años, pudiendo ser reelectos.
Existen también las Alcaldías Auxiliares, los Comités Comunitarios de Desarrollo (COCODE), el Comité Municipal del Desarrollo (COMUDE), las asociaciones culturales y las comisiones de trabajo. Los alcaldes auxiliares son elegidos por las comunidades de acuerdo a sus principios y tradiciones, y se reúnen con el alcalde municipal el primer domingo de cada mes, mientras que los Comités Comunitarios de Desarrollo y el Comité Municipal de Desarrollo organizan y facilitan la participación de las comunidades priorizando necesidades y problemas. Para 2008, el presupuesto administrativo de la municipalidad de Agua Blanca tenía contemplado un 13.6% para su gasto anual de funcionamiento y el resto para inversión.
Los alcaldes que ha habido en el municipio son:
- 2012-2028: Julio César Guerra[8]

### Infraestructura municipal
| Servicio     | % comunidades con servicio | % viviendas con servicio |
| ------------ | -------------------------- | ------------------------ |
| Electricidad | 98.7                       | 99.5                     |
| Agua potable | 70.6                       | 65.0                     |
| Drenajes     | 4.2                        | 37.2%                    |

## Historia
La población fue fundada en 1810; los primeros habitantes fueron criollos, quienes se organizaron en un pequeño comité para el control de la obtención de derechos a la tierra de los pobladores. Originalmente su extensión era de cuarenta y tres caballerías y setenta y tres hectáreas; los vecinos para construir sus casas tenían que pagar el derecho al sitio en forma de abonos según la capacidad económica de cada familia.

### Tras la Independencia de Centroamérica
Tras la Independencia de Centroamérica en 1821, la constitución del Estado de Guatemala promulgada el 11 de octubre de 1825 estableció los circuitos para la administración de justicia en el territorio del Estado y menciona que Agua Blanca era parte del Circuito de Mita en el Distrito N.º 3 del mismo nombre en el departamento de Chiquimula, junto con Asunción, Achuapa, Santa Catarina, Quequesque, San Antonio, Anguiatú, Las Cañas, Limones, Mongoy, Espinal, Hermita, Jutiapa, Chingo, Atescatempa, Yupiltepeque, Zapotitlán, Papaturro y San Diego.
Desde su fundación, la cabecera municipal ha tenido varios traslados, primero se estableció en el valle del «Barrio Arriba», después pasó a donde ahora está la aldea Las Cañas y por último, se mudó al valle llamado «El Jicaral».
Fue elevada a municipio el 27 de agosto de 1836, perteneciendo entonces al circuito de Mita, departamento de Chiquimula.

### Creación del departamento de Jutiapa
La República de Guatemala fue fundada por el gobierno del presidente capitán general Rafael Carrera el 21 de marzo de 1847 para que el hasta entonces Estado de Guatemala pudiera realizar intercambios comerciales libremente con naciones extranjeras. El 25 de febrero de 1848 la región de Mita fue segregada de Chiquimula, convertida en departamento y dividida en tres distritos: Jutiapa, Santa Rosa y Jalapa. Específicamente, el distrito de Jutiapa incluyó a Jutiapa como cabecera, Yupiltepeque, Asunción y Santa Catarina Mita y los valles aledaños que eran Suchitán, San Antonio, Achuapa, Atescatempa, Zapotitlán, Contepeque, Chingo, Quequesque (en Agua Blanca), Limones y Tempisque; además, incluía a Comapa, Jalpatagua, Asulco, Conguaco y Moyuta.
Por acuerdo del 9 de noviembre de 1853, Agua Blanca pasó a la jurisdicción del departamento de Jalapa, con fecha 24 de noviembre de 1873 según Decreto Gubernativo número 1070. Después, por solicitud de los habitantes, volvió a pertenecer al departamento de Jutiapa -hasta la fecha-, según Acuerdo del 3 de febrero de 1874. Fue suprimido como municipio por el acuerdo del 4 de diciembre de 1883, pero se rehabilitó como tal el 30 de enero de 1886.